# Crataegus rosei
Crataegus rosei är en rosväxtart som beskrevs av Willard Webster Eggleston. Crataegus rosei ingår i Hagtornssläktet som ingår i familjen rosväxter.

## Underarter
Arten delas in i följande underarter:
- C. r. parryana
- C. r. rosei
- C. r. amoena
- C. r. mahindae